# N eller M?
N eller M? (originaltitel: N or M?) är en detektivroman från 1941 av Agatha Christie. Boken utkom i svensk översättning på Bonniers 1942. Romanens detektiver är Tommy och Tuppence, som Christie tidigare skrivit om i romanen Den hemlighetsfulle motståndaren (1922) och novellsamlingen Par i brott (1929).
Titeln är hämtad från en katekes i Book of Common Prayer som frågar: "Vad är ditt kristna namn? Svara N eller M." "N eller M" står här för latinets "nomen vel nomina", som betyder "[ett] namn eller [flera] namn". Det är ett typografisk fel att "nomina" kom att representeras av "m".

## Handling
Efter andra världskrigets utbrott och många år efter att de arbetat för den brittiska underrättelsetjänsten känner sig medelålders Tommy och Tuppence Beresford värdelösa och åsidosatta. Tommy blir kontaktad av en hemlig agent vid namn Grant för att gå under täckmantel ännu en gång. Grant försöker hitta tyska spioner och femtekolonnare men hindras av förrädare inom den brittiska underrättelsetjänsten som följer och saboterar hans arbete. Eftersom Tommy inte har varit ute på fältet på många år är det ingen som känner honom och han kan undersöka inofficiellt.
Grant förklarar att en annan brittisk agent nyligen mördades men lämnade ett kryptiskt meddelande på sin dödsbädd: "N eller M. Song Susie". Grant misstänker att "Song Susie" står för Sans Souci, ett hotell i (fiktiva) Leahampton (baserat på Bournemouth), och "N" och "M" är kända för att vara två tyska toppspioner, en manlig och en kvinnlig. Tommy ska bege sig till Sans Souci för att undersöka om N, M eller båda är på hotellet och för att ta reda på deras identiteter.
Tommy skickas ensam, men Tuppence bestämmer sig för att följa med honom på hans uppdrag oavsett om hon blir inbjuden eller inte. Genom bra detektivarbete får hon reda på vart han ska skickas och kommer dit innan han gör det. Tillsammans under olika falska identiteter börjar de leta efter spionerna bland invånarna i semesterorten. Eftersom alla i tur och ordning verkar misstänksamma och inte, följer Tommy och Tuppence spännande spår som leder nära fara.
Både N:s och M:s identiteter avslöjas i slutet av boken; "N" är en tysk toppspion, som skjuts av den brittiska underrättelsetjänsten i slutet av boken när han hotar Tuppence till livet, och "M" är hans kvinnliga medkonspiratör.

## Litterär betydelse och mottagande
Maurice Willson Dishers recension i The Times Literary Supplement den 29 november 1941 började: "Att tro att N eller M? inte är fröken Agatha Christies bästa är svårt, medan den första fina ängsliga hänryckningen av hennes senaste berättelse fortfarande oroar sinnet." Han avslutade: "Punkten är nådd när du börjar frukta för ditt eget förstånd när du kommer på dig själv med att undra om inte ett inställsamt barn kanske är herr Doktor i förklädnad. Ändå är miss Christies skicklighet i att frammana det olycksbådande, att till och med spädbarnspladder ovanligt nog låter som en kod för femtekolonnen. Med andra ord, som Robey har sagt tidigare, N eller M? fångar dig."
Maurice Richardson skrev i en kort recension i The Observer den 7 december 1941: "Agatha Christie tar ledigt från Poirot och brottets haute cuisine för att skriva en lätt spionthriller i krigstid. N eller M? är en okänd femtekolonnare som gömmer sig i någon sjaskig förnäm figur på ett pensionat i Bournemouth ... Christies begåvade unga par, nu medelålders men aktiva som alltid, blir nästan instängda. Fin överraskningsavslutning och underhållning i alla avseenden."
En kort recension av E.R. Punshon i The Guardian den 30 december 1941 slutade med "Mrs Christie visar sig lika genial som alltid, och man beundrar särskilt det sätt på vilket hjälten snarkar sig ur fångenskapen."
År 1990 skrev Robert Barnard i en reviderad upplaga av sitt verk från 1980: "Familjen Beresford bidrar med sitt outhärdliga goda humör till krigsinsatsen. Mindre rasistiskt än de tidigare thrillers (i själva verket framförs en del ursäkter indirekt) men inte mer övertygande."

## MI5:s utredning av Christie
Runt 1941 eller 1942 undersökte den brittiska underrättelsetjänsten MI5 tillfälligt Christie själv eftersom hon hade namngett en av sina karaktärer i denna roman som en viss major Bletchley. MI5 var rädda för att Christie hade en spion i Storbritanniens topphemliga kodknäckarcenter, Bletchley Park. MI5:s farhågor dämpades så småningom när Christie avslöjade för Dilly Knox, som hjälpte till att knäcka Enigma-chiffret som användes av tyska underrättelsetjänstofficerare som skickade spioner till Storbritannien, att major Bletchley, "en av mina minst älskvärda karaktärer", bara var uppkallad efter staden Bletchley (nu en del av Milton Keynes) som hon en gång råkade fastna i under en tågresa.

## Filmatiseringar
BBC producerade 2015 serien Partners in Crime, där tre avsnitt ägnas åt romanen, Tuppence spelas där av Jessica Raine och Tommy av David Walliams.